# 桂文治 (11代目)
十一代目 桂 文治（かつら ぶんじ、1967年8月25日 - ）は、落語家。東西に存在する桂派の宗家の名跡「桂文治」の当代。落語芸術協会理事。出囃子は『武蔵名物』。大分県立四日市高等学校卒業。静岡文化芸術大学非常勤講師、京都芸術大学客員教授。

## 略歴
- 1967年8月25日、大分県宇佐郡院内町（現・宇佐市）出身。
- 1986年4月、十代目桂文治に入門、桂がた治で前座。
- 1990年6月、二ツ目昇進、二代目桂平治に改名。
- 1999年5月、同名で真打昇進。
- 2011年6月、十一代目桂文治を襲名することが公表される。
- 2012年8月12日、文治襲名を祝って、新宿末廣亭前から花園神社までお練りが行われた。落語芸術協会所属の落語家がお練りをするのは初[1]。
- 2012年9月21日、新宿末廣亭（東京都新宿区）での襲名披露興行において、十一代目桂文治を襲名[2]。

## 人物
- NHK教育テレビ『趣味悠々・落語をもっと楽しもう』で落語を指導した。
- 2007年11月よりクレハ『NEWクレラップ』のCMに出演。
- 病床にあった五代目柳亭痴楽の次男を、父に代わって2005年より内弟子に預かり「桂ち太郎」の名で前座修行させていたが、寝坊癖を理由に2008年に破門し、痴楽の元に戻した。これに伴い、桂ち太郎から柳亭ち太郎に改名した。ち太郎は痴楽の歿後、二ツ目昇進・3代目柳亭小痴楽を襲名し、同時に痴楽の弟弟子にあたる柳亭楽輔門下に移籍したが、現在も関係は良好である。なお、預かるにあたって高座名を痴楽の前座名でもある"痴太郎"ではなく"ち太郎"とした。これは小痴楽によると、痴太郎の名前をつけている痴楽を含めた代々が次々と若くして病に倒れているため、平治（当時）より「痴太郎は縁起が悪いのでち太郎」「自分の最初の弟子であるので預かりとはいえ桂を名乗らせる」という条件を提示し飲ませたものであるという[3]。
- ち太郎の破門に際しては他の江戸噺家の例に倣い、別の真打の門下へ移籍させる（この時手を上げたのが桂歌丸や三遊亭小遊三であったという）という道があったが、ち太郎自身が「格上の師匠へ移籍したら師匠（平治）の顔を潰す」ということで廃業を決意していた。しかし、小遊三や平治の説得・話し合いの末、「預かりを解く」という名目で破門→父である痴楽門下へ移籍という形をとった。なお痴楽は戻ったち太郎に対し「平治と言っていることが違ったら、その時は平治の言っていたことの方を信じろ」と伝えたという[4]。
- 十一代目文治襲名にあたり、所属する落語芸術協会や十代目遺族の他に、九代目遺族、十代目翁家さん馬（九代目文治の養子）未亡人、ならびに落語協会や上方落語協会の了解も取り付けている。これは「文治」の名跡が江戸桂派の止め名であるだけでなく、東西の「桂」を亭号とするすべての落語家の宗家に当たるからである。
- この経緯もあり、自身が主任を務める定席興行には、基本的に上方落語協会から日替わりで1名ゲストとして出演枠を設けている。東京を拠点にしている上方落語の噺家ではなく、大阪を拠点としている上方落語の噺家を招聘している。
- 2018年12月に公開されたNHK1.5chの動画では春風亭昇也から「文治師匠は春風亭昇太一門の弟子を狙っている（但し春風亭柳太郎と春風亭昇吾を除く）」[5] と言われたが、本人はTwitterで「僕は怒りません。心が広いですから。」[6] と返した。
- 文治の男色疑惑をネタにしたまんじゅうこわいの改作「文治怖い」を弟子の空治が高座で演じている。
- 師匠の十代目文治は東京出身であったが、自身は「USA出身」と言っている。これは宇佐市を単にローマ字表記し、ユーエスエーと発音しただけで、宇佐産業科学高校から贈られた大相撲の元小結・垣添の化粧廻しなどにも見られる、宇佐市民定番のネタとなっている。
- 師匠の十代目文治と同じく、普段から着物で行動している[7]。六代目神田伯山のYouTubeチャンネルで襲名披露興行の楽屋を取材した際は、高座に上がった全ての日で襦袢を変えており、今日の襦袢披露は視聴者からも人気のコーナーとなった。
- 自身もプライベートを中心にYouTubeへの投稿を頻繁に行っている。
- 趣味はカブトムシ飼育[7]。
- 入船亭扇治と二人会を開いている。
- 京都芸術大学で講義を持つようになり、京都にプライベートで足を運ぶことも多い。2023年に客員教授に就任。

## 出囃子
1. どうぞ叶えて（1990年 - 1999年）
2. いやとび（1999年 - 2012年）
3. 武蔵名物（2012年 - ）

## 受賞歴
- 1994年 平成6年度 NHK新人演芸大賞 落語部門大賞
- 1997年 第7回 北とぴあ若手落語家競演会 北とぴあ大賞
- 1998年 第3回 林家彦六賞
- 2009年 文化庁芸術祭新人賞
- 2013年 平成23・24年度彩の国落語大賞

## 著書
- 落語のひみつ（大友浩との共著、2010年1月、芸術新聞社）「桂平治」名義。ISBN 9784875861881

## 出演

### テレビ
- 演芸図鑑（NHK総合）
  - 三遊亭小円歌の演芸図鑑（2014年1月26日）
  - 柳亭市馬の演芸図鑑（2018年11月4日）-「めがね泥」
  - 立川志らくの演芸図鑑（2021年10月10日）-「浮世床」
  - 桂文珍の演芸図鑑（2022年7月10日）-「酢豆腐」
  - 林家正蔵の演芸図鑑（2025年2月16日）-「普段の袴」
- 【いつになったら前座になれるのかな】寄席の灯を消すな　～師匠と弟子の人情噺～　1年密着　コロナに前座を奪われた弟子と師匠の奮闘記録（abema・ANN（配信）、2022年9月）
- 笑点（日本テレビ系、2022年11月13日・20日） - 大喜利ゲスト（テレビ大分開局50周年を記念した大分県立総合文化センター グランシアタでの公開収録）

## 弟子

### 現在

#### 二ツ目
- 桂鷹治
- 桂空治

#### 色物
- 鏡味味千代 - 太神楽

### 廃業
- 桂たいら - 平治時代の弟子
- 桂りょう治[8]
- 桂のい治[9]

### 移籍
- 桂ち太郎 - 五代目柳亭痴楽門下を経て柳亭楽輔門下に移籍
- 桂しゃも治 - 立川志らく門下へ移籍